# Veronika Varga
Veronika Varga, (Budapeste, 10 de junho de 1969 - Paris, 30 de setembro de 2023) foi uma atriz franco-húngara. É conhecida por sua atuação nos filmes Émilie Muller, Le Roi de Paris, Le Serpent, Petit Pays e Simone, le voyage du siècle.

## Biografia

### Infância e educação
Aluna da Escola de Música de Budapeste, Veronika Varga começou cantando em uma banda de rock alternativo: A Cég. Mas ela desenvolveu uma paixão pelo teatro e pelo cinema muito cedo. Depois de obter seu bacharelado em literatura, ela deixou a Hungria para ingressar no Conservatório Real de Bruxelas. Ela então ingressou no Conservatório Nacional de Arte Dramática de Paris.

### Carreira
Sua interpretação do papel-título em Émilie Muller, o curta-metragem de Yvon Marciano, considerado um dos mais significativos da década de 1990, lhe rendeu notoriedade. Veronika Varga obteve então o papel feminino principal ao lado de Philippe Noiret em Le Roi de Paris, de Dominique Maillet. A sua carreira cinematográfica continuou em vários filmes, nomeadamente em Le Serpent de Éric Barbier, mas também na televisão em L'Enfant des terres blondes de Édouard Niermans com Jean Yanne, Maigret com o seu cúmplice e amigo Bruno Cremer e também em La Mauvaise Rencontre de Josée Dayan. Em 2019, estrelou no drama Akik maradtak ("Aqueles Que Ficaram", em tradução livre) sobre o processo de cura dos sobreviventes do Holocausto na Hungria do pós-guerra.
Mas Veronika Varga não abandona o teatro, seu primeiro amor profissional. Ela também foi aclamada pela crítica por sua atuação em Solomonie la portentée, de Gilbert Lely, dirigido por Christian Rist, e depois em Phèdre, também dirigido por Rist. No palco, ela ainda pode ser encontrada sob a direção de Irina Brook, Jean-Pierre Vincent, Christophe Perton e Jean-François Peyret. No início de 2018, ela atuou em Les Soldats, de Jacob Lenz, dirigido por Anne-Laure Liégeois, em turnê pela França antes de aparecer em várias produções na França e na Hungria.

### Morte
Veronika Varga morreu em 30 de setembro de 2023 no 14º de Paris, aos 54 anos.

## Teatro
| Ano       | Título                        | Encenador                | Notas                                  |
| --------- | ----------------------------- | ------------------------ | -------------------------------------- |
| 1991      | Gosse de merde                | Isabelle Quadens         | Do teatro Le Nain Jaune de Bruxelas    |
| 1993      | Le Premier                    | Christophe Reymond       | De Israel Horovitz, do Théâtre Trévise |
| 1996      | Solomonie la Posédée          | Christian Rist           | De Gilbert Lely                        |
| 1997      | Karl Marx - Théâtre inédit    | Jean-Pierre Vincent      | Teatro Nanterre-Amandiers              |
| 1998      | Après la répétition           | Louis-Do de Lencquesaing |                                        |
| 1998      | Un Faust - Histoire naturelle | Jean-François Peyret     |                                        |
| 1999      | La Chair Empoisonnée          | Christophe Perron        |                                        |
| 2001      | Hommage à André Malraux       | Marcel Bozonnet          |                                        |
| 2001-2003 | Phèdre                        | Christian Rist           | Turnê na França e Marrocos             |
| 2004-2005 | Le Pont de San Luis Rey       | Irina Brook              | De Thornton Wilder, do Teatro Vidy     |
| 2018      | Les Soldats                   | Anne-Laure Liégeois      | De Jakob Lenz                          |

## Filmografia parcial

### Cinema
| Ano  | Título                      | Personagem           | Diretor             | Notas               |
| ---- | --------------------------- | -------------------- | ------------------- | ------------------- |
| 1987 | Laura                       |                      | Géza Böszörményi    |                     |
| 1987 | Moziclip                    |                      | Peter Timar         |                     |
| 1994 | Émilie Muller               | Émilie Muller        | Yvon Marciano       | Curta-metragem      |
| 1995 | Le Roi de Paris             | Lisa Lanka           | Dominique Maillet   |                     |
| 1996 | Mademoiselle Justine        |                      | Julien Cuniera      | Curta-metragem      |
| 1999 | L'Âme sœur                  |                      | Olivier Chrétien    | Curta-metragem      |
| 2005 | La Maison de Nina           | A mãe falsa          | Richard Dembo       |                     |
| 2006 | Le Serpent                  | Catherine            | Éric Barbier        |                     |
| 2012 | Les Horizons perdus         | Zsuzsanna            | Arnaud Khayadjanian | Curta-metragem      |
| 2013 | Viva la libertà             |                      | Roberto Andò        |                     |
| 2015 | Les Galons du sergent       |                      | Emmanuelle Cuau     | Curta-metragem      |
| 2019 | A Call to Spy               |                      | Lydia Dean Pitcher  | Filme de espionagem |
| 2019 | Újjászületés                | A enfermeira         | Linda Dombrosky     | Curta-metragem      |
| 2019 | Neptune 2030                |                      | Pierre Lazarus      | Curta-metragem      |
| 2019 | Akik maradtak               | Vidákné              | Barnabás Tóth       |                     |
| 2020 | Petit Pays                  | Madame Economopoulos | Éric Barbier        |                     |
| 2020 | Les Trous noirs             |                      | Pierre Lazarus      | Curta-metragem      |
| 2021 | Ürpiknik                    | Andrea               | Ákos Badits         |                     |
| 2021 | Àtjàròhàz d'Isti Madaràsz   | Juli                 |                     |                     |
| 2021 | Simone, le voyage du siècle | Olga                 | Olivier Dahan       |                     |

### Televisão
| Ano  | Título                 | Personagem        | Diretor               | Notas                                          |
| ---- | ---------------------- | ----------------- | --------------------- | ---------------------------------------------- |
| 1994 | Un air de liberté      |                   | Éric Barbier          |                                                |
| 1995 | Les Mots qui déchirent | Isabella          | Marco Pauly           |                                                |
| 1998 | L'Histoire du samedi   | Helena            | Édouard Niermans      | Baseado no romance L'Enfant des terres blondes |
| 1999 | Maigret                | Catherine Frankel | Christian de Chalonge | Episódio Un meurtre de première classe         |
| 2011 | La Mauvaise Rencontre  | Ana               | Josée Dayan           |                                                |
| 2019 | The Witcher            |                   | Alik Shakarov         |                                                |

### Dublagem
| Ano  | Título                | Personagem | Voz original |
| ---- | --------------------- | ---------- | ------------ |
| 1999 | De Olhos Bem Fechados | Domino     | Vinessa Shaw |